# Шпигоцкий, Афанасий Григорьевич
Афанасий Григорьевич Шпигоцкий (укр. Опана́с Григо́рович Шпиго́цький; (6 июля 1809, Полтава  — 18 декабря 1889, Санкт-Петербург) — украинский писатель и поэт, переводчик, фольклорист XIX века.

## Биография
Сын мелкого помещика родом из Полтавской губернии,  коллежского секретаря Григория Прокопьевича Шпигоцкого и его второй жена Мавры Максимовны. Обучался сперва в частном пансионе Коваленко, вместе с Измаилом Срезневским, Иваном Росковшенко, братьями Орестом и Федором Евецкими. Затем с 1826 вместе с ними в Харьковском университете, где принадлежал к кружку литературных романтиков. Исследователь украинского фольклора.
Служил корректором  типографии Императорского Московского университета, а затем чиновником в департаменте внешней торговли Министерства финансов Российской Империи. Коллежский советник.
Умер в Санкт-Петербурге и похоронен на Митрофаниевском Православном кладбище.

## Творчество
Печататься начал в 1830 году в журналах «Вестник Европы» и «Дамский журнал».
Принимал участие в подготовке и выходе «Украинского Альманаха», одного из первых украинских альманахов, изданного на русском и украинском языках в 1831 году в Харькове Измаилом Срезневским вместе с Иваном Росковшенко и группой других харьковских романтиков.
Автор «Малороссийской баллады», «Текстов из библии, примененных к Отечественной войне 1812 года» (1832) и перевода отрывков из поэмы «Полтава» Александра Пушкина, напечатанных в «Украинском альманахе» (1831), переводил поэзию Сапфо и Адама Мицкевича, в частности, перевел на русский язык «Конрада Валленрода» и «Крымские сонеты» Мицкевича.
Состоял в переписке с литератором кн. П. П. Вяземским, к одному из писем приложил описание изобретенной им «подводной лодки».
В своем творчестве использовал псевдонимы А. Г. Ш. а также Ш.